# Un drama a orillas del mar

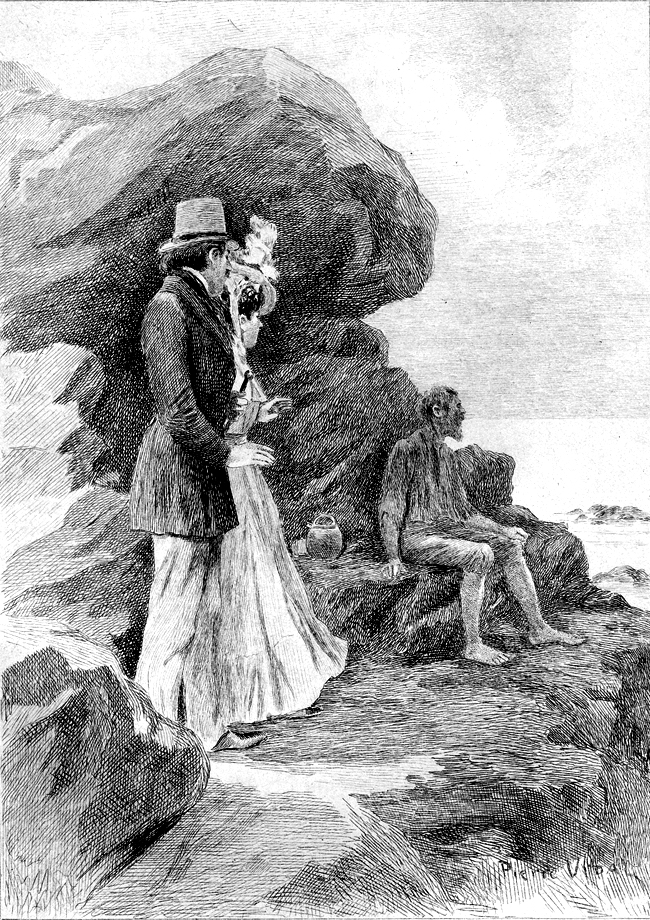
Ilustración para Un drame au bord de la mer por George Barrie & Son en 1897.

Un drame au bord de la mer (en español: "Un drama a orillas del mar") es una novela escrita en 1834 por el novelista y dramaturgo francés Honoré de Balzac (1799–1850), y se encuentra incluida en la sección de los Études philosophiques de la serie de novelas La Comedia humana (en francés: La Comédie humaine).
El cuento filosófico apareció en su prepublicación de 1834 en la revista le Voleur, y en 1835 apareció en la librería Werdet en los Études philosophiques, al final del volumen, después de l'Élixir de longue vie. En 1843 fue republicado bajo el título la Justicia paternal, con la cual toma lugar en la Furne de la Comedia humana en 1846, en los Estudios filosóficos, entre El Verdugo y l’Auberge rouge.

## Adaptaciones
En 1920, Marcel L'Herbier adaptó la obra de Balzac: Un drama a orillas del mar a una película con el título de l’Homme du large, film que se realizó en Francia con la ctuación de Jacques Catelain, Roger Karl, Charles Boyer, Philippe Hériat, Marcelle Pradot.